# Athenagoras I van Constantinopel

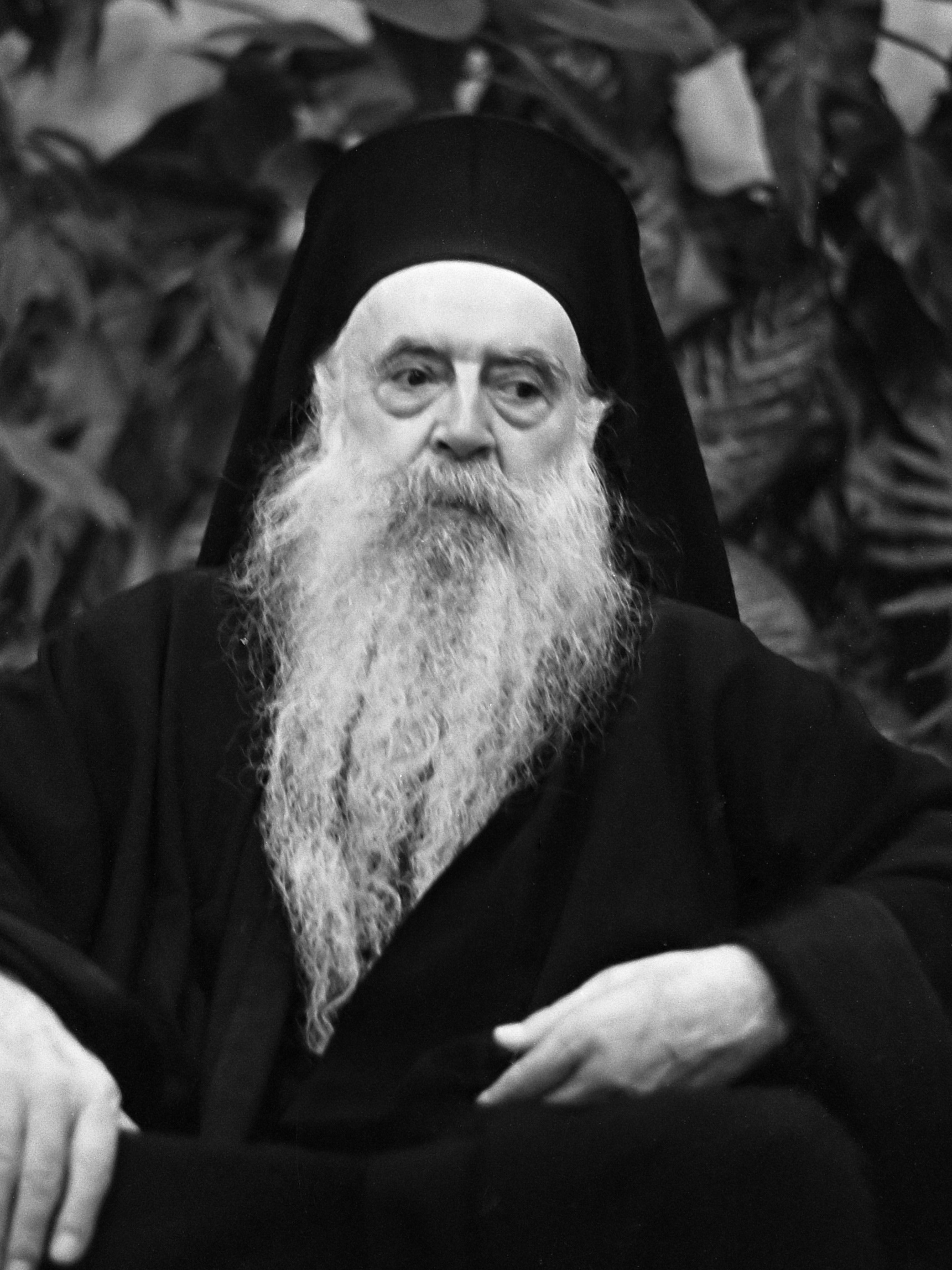
Patriarch Athenagoras (1967)

Athenagoras I (Grieks: Αθηναγόρας Α') (Vasilikon, 25 maart 1886 - Istanboel, 7 juli 1972) was van 1 november 1948 tot 7 juli 1972 oecumenisch patriarch van Constantinopel.
Patriarch Athenagoras I werd geboren als Aristokles Spyrou (Grieks: Αριστοκλής Σπύρου) in het dorpje Vasilikon in de Griekse landstreek Epirus. Hij werd in 1910 tot priester gewijd en werkte aanvankelijk als secretaris voor de Heilige Synode van Griekenland. In 1913 werd hij verkozen tot metropoliet van Korfoe en in 1930 werd hij door de Heilige Synode benoemd tot aartsbisschop van Noord- en Zuid-Amerika.
Patriarch Athenagoras I is vooral bekend vanwege zijn historische ontmoeting met paus Paulus VI in Jeruzalem in 1964. Het was de eerste keer sedert 1439 dat de primaten van de Kerk van Rome en de Kerk van Constantinopel elkaar nog hadden ontmoet. Zij ontmoetten elkaar opnieuw in de Turkse stad Istanboel in 1967 en vervolgens nog eens in Rome datzelfde jaar. In 1965 kwamen de beide kerkleiders overeen om de wederzijdse excommunicatie van paus Leo IX en patriarch Michaël I uit 1054 op te heffen. Die excommunicatie had geleid tot het Oosters Schisma.